# Нижний Чат
Нижний Чат (баш. Түбәнге Сат) — деревня в Янаульском районе Республики Башкортостан Российской Федерации. Входит в состав Месягутовского сельсовета.

## География

### Географическое положение
Расстояние до:
- районного центра (Янаул): 41 км,
- центра сельсовета (Месягутово): 4 км.

## История
Деревня известна с 1786 года, основана башкирами деревни Чатово Урман-Гарейской волости Бирского уезда Уфимского наместничества на собственных землях. В 1795 году в 18 дворах проживало 89 человек.
В 1816 году проживало 155 человек в 23 дворах, в 1834 году — 244 башкира в 44 дворах.
В 1842 году жители деревни занимались земледелием (было засеяно 528 пудов озимого и 616 пудов ярового хлеба), животноводством (126 лошадей, 118 коров, 120 овец, 107 коз), пчеловодством (140 ульев и 160 бортей), заметное распространение получили плотничество и извоз.
В 1859 году — 69 дворов и 375 жителей.
В 1870 году в деревне Нижняя Чатова 2-го стана Бирского уезда Уфимской губернии в 78 дворах — 376 человек (197 мужчин, 179 женщин), все показаны мещеряками. Имелась мечеть и 2 училища, жители занимались, кроме сельского хозяйства, пчеловодством, плотничеством, извозом.
В 1896 году в деревне Нижне-Чат (Тубан-Чат) Кызылъяровской волости VII стана Бирского уезда 72 двора и 376 жителей (189 мужчин и 187 женщин). Имелись мечеть, хлебозапасный магазин и кузница.
В 1906 году зафиксированы мечеть (построенная в 1874 году), 2 бакалейные лавки, хлебозапасный магазин.
В 1920 году по официальным данным в деревне было 80 дворов и 417 жителей (203 мужчины, 214 женщин), по данным подворного подсчета — 438 башкир и 3 работника в 82 хозяйствах. 
В 1926 году деревня принадлежала Кызылъяровской волости Бирского кантона Башкирской АССР. В период коллективизации основан колхоз «Йаш тирак».
В 1939 году население деревни составляло 351 житель, в 1959 году — 324.
В 1956–57 годах и с 1963 года работает ФАП.
В 1982 году население — около 240 человек.
В 1989 году — 229 человек (105 мужчин, 124 женщины).
В 2002 году — 268 человек (129 мужчин, 139 женщин), башкиры (71 %) и татары (28 %).
В 2010 году — 219 человек (100 мужчин, 119 женщин).

## Население
| 2002 | 2009 | 2010 |
| ---- | ---- | ---- |
| 268  | ↘240 | ↘219 |

## Религия
В деревне есть мечеть.